# Baburam Acharya
Baburam Acharya (1888-1971) fue un historiador nepalés que inventó el nombre de Sagarmatha (सगरमाथा) para el Monte Everest, la montaña más alta de la Tierra y que se encuentra en Nepal en la frontera con el Tíbet, región de China.